# 일반이성문법
일반이성문법(Grammaire générale et raisonnée)은 일반적이며 이성적인 문법을 설명했다는 의미로, 앙투안 아르노와 클로드 랑슬로가 지었다. 엄밀하고 논리적인 연구가 돋보인다. 아르노와 랑슬로의 이 역작은 17세기 첫 출간 이후 현대에 이르기까지 지속적인 관심을 받아 왔다. 소쉬르와 촘스키, 푸코와 같은 거장들이 모두 이 책에 주목했다. 언어학자들이라면 기본적으로 봐야 할 책. 이성적인 사람이라면 누구나 자극을 받게 될 책이다.
오늘날 언어 이론과 문법의 역사에서 가장 중요하게 손꼽히는 저서들 중의 하나로 인식되고 있는 ≪일반이성문법≫은 포르루아얄 문법으로 더 잘 알려져 있다. 문법학자인 클로드 랑슬로와 철학자인 앙투안 아르노가 함께 집필한 이 책은 1660년에 파리에서 익명으로 처음 출간된 후, 1664년, 1676년, 1679년, 1709년에 계속 증보되어 출판되었다.
두 저자는 아주 간결하긴 하지만, 그들의 야심에 찬 문법이 일반적이며 동시에 이성적이라고 선언하면서 이 문법의 독창성을 분명하게 표현했다. 이것은 일반문법이다. 개별문법처럼 단순히 이런저런 언어의 여러 규칙을 설명하는 것이 아니라, 말하는 기술의 진정한 토대를 설명하는 것이다.
구조주의자들은 개별 언어의 구조적 특수성을 강조하며 이 문법서가 제시하는 이론적 성찰의 가치를 전적으로 부정하려 들지만, 언어의 보편성을 강조하는 변형문법가들은 그들의 이성주의적 언어관의 기원을 이 저서에서 찾는다. 그 대표자로 미국의 언어학자인 촘스키는 아르노와 랑슬로가 문장의 논리적 구조를 강조한 것에 주목했으며, 그들이 자신이 생각한 고유한 어떤 개념을 먼저 파악한 선구자임을 알았다.
각 저자의 이 책에 대한 기여도를 정확하게 구별해 내기가 불가능하지만, 앞선 이론에 대한 지식과 문법에 대한 연구, 언어에 대한 구사는 랑슬로가 담당했을 것이고, 이들 잡다한 자료를 우수한 지능과 분석력으로 아르노가 종합 정리했다고 추측하는 것이 합리적인 것으로 보인다.